# Anna Carbow
Anna Carbow (* 8. August 1984) ist eine ehemalige deutsche Fußballspielerin.

## Karriere
Carbow gehörte als Mittelfeldspielerin von 2000 bis 2004 dem Hamburger SV an. Zunächst kam sie in der drittklassigen Regionalliga Nord zu Punktspielen.
Als Meister aus dieser Spielklasse hervorgegangen und über die erfolgreich gestaltete Aufstiegsrunde zur Bundesliga 2001/02 stieg sie in diese auf und am Saisonende als Elftplatzierter umgehend ab. Ihr Debüt gab sie am 19. August 2001 (1. Spieltag) bei der 0:5-Niederlage im Auswärtsspiel gegen den FFC Brauweiler Pulheim; insgesamt bestritt sie 13 Punktspiele.
Im Wettbewerb um den nationalen Vereinspokal erreichte sie mit ihrer Mannschaft das Finale. In dem am 11. Mai 2002 im Olympiastadion Berlin – als Vorspiel zum Männerfinale – vor 20.000 Zuschauern ausgetragenen Spiel, in dem man mit 0:5 dem 1. FFC Frankfurt unterlegen war, wurde sie in der 78. Minute für Aferdita Kameraj eingewechselt. Nachdem sie mit ihrem Verein erneut als Meister aus der Regionalliga Nord und der sich anschließenden Aufstiegsrunde zur Bundesliga 2003/04 hervorgegangen war, kam sie in sechs Punktspielen in der Bundesliga zum Einsatz.

## Erfolge
- Meister Regionalliga Nord 2001, 2003
- DFB-Pokal-Finalist 2002